# 김광우 (1979년)
김광우(1979년 9월 12일 ~ )은 전 KBO 리그 야구 선수의 투수이다.
현재 2024년도에는 감독을 맡고있다.

## 등번호
- 47번